# Tania Cagnotto
Tania Cagnotto (ur. 15 maja 1985 w Bolzano) – włoska skoczkini do wody, wielokrotna medalistka mistrzostw świata, mistrzostw Europy, pięciokrotna uczestniczka igrzysk olimpijskich (2000-2016), w tym ich dwukrotna medalistka. Pierwsza Włoszka, której udało się zdobyć medal na mistrzostwach świata w skokach do wody.

## Życie prywatne
Jej ojciec, a jednocześnie trener, Giorgio Cagnotto, był również skoczkiem do wody. Skoczkinią do wody była też jej matka, Carmen Casteiner.
Tania Cagnotto zaręczona jest z włoskim sportowcem Francesco Dell'uomo.

## Osiągnięcia
W 2016 roku zdobyła dwa medale igrzysk olimpijskich w konkurencjach skoku z trampoliny 3-metrowej – indywidualnie zdobyła brązowy medal, w skoku synchronicznym zaś przy wsparciu Francescy Dallapé otrzymała srebrny medal. Na jej koncie jest też dziesięć medali mistrzostw świata, w tym tytuł mistrzowski zdobyty na czempionacie w Kazaniu (skoki z trampoliny 1 m). W swej karierze zdobyła po kilkanaście medali pływackich mistrzostw Europy oraz europejskiego czempionatu w skokach do wody.